# サンフーズ
サンフーズ株式会社（英称：SUNFOODS Inc.）は、広島県広島市南区に所在し、ウスターソース（主力はお好み焼き用ソース）などの調味料を製造・販売する会社である。「お好み村」、「ミツワソース」、「ヒガシマルソース」という3つのブランドを展開している。ヒガシマルマークがヒガシマル醤油の社章と酷似しているが、同社とは一切関連がない。
2019年10月7日にブルドックソースが全株式を取得し同社の完全子会社となった。

## 主要製品
- ウスターソース類各種
- 冷蔵お好み焼
- 焼肉のタレ
- 食酢
- 氷蜜